# ザ・クラウン (バンド)
ザ・クラウン（THE CROWN）はスウェーデンのデスメタル(デスラッシュ・メロディックデスメタル)バンド。3rdアルバムをリリースする1999年までは、クラウン・オブ・ソーンズ（CROWN OF THORNS）というバンド名であった。

## 改名の経緯
元々、「クラウン・オブ・ソーンズ」のバンド名で活動しキャリアを積んでいたが、2ndアルバム『Eternal Death』をリリースした後、アメリカ合衆国の「クラウン・オブ・ソーンズ」という同名バンドから、改名しないなら告訴する用意がある旨をメールやFAXで通告されるようになった。ギタリストのテルヴォーネンによれば、1stアルバム『The Burning』をリリースした頃には既にこのバンドの存在を知っていたものの、自身らがデスメタルを演奏しているのに対して、アメリカ合衆国のバンドはAORを演奏しており、混同されることは考えづらく、問題ないと考えていた。この通告を初めのうちは黙殺していたが、あるとき、キッスのジーン・シモンズとポール・スタンレーの署名入りで、同様のFAXが送られてきたという。結局、アメリカ合衆国が訴訟社会であることに加え、そもそもの民事訴訟への徒労を鑑みて、改名するに至ったという。改名に際しては、混乱が起きないようクラウンの部分を残した上で、冠詞のザを付けるだけとし、ロゴのフォントも変えなかった。また改名にあたってクラウン・オブ・ソーンズ名義でリリースした2枚のアルバムもザ・クラウン名義に変更して再リリースされた。

## バイオグラフィー
1990年、同じ学校に通っていた、ヤンネ・サーレンパー (Ds)とマグナス・ウルスフェルト (B)を中心にクラウン・オブ・ソーンズ（CROWN OF THORNS）結成。マルコ・テルヴォーネン (Rhythm G)が加入、バンド活動を本格化。1992年、地元のコンピレーションアルバムに参加。1993年、デモテープ『Forever Heaven Gone』を制作。同年開催のロックフェスティバル「Hultsfred festival」に出演。1994年に、ローベルト・エステルベリ (G)が脱退し、マーカス・スーネソン (Lead G)が加入する。2本目のデモテープ『Forget The Light』制作。スウェーデンのレーベル、ブラック・サン・レコードとのアルバム契約を獲得。
1995年、1stアルバム『The Burning』リリース。また、「オブ・グッド・アンド・イーブル」のPVを作成。スレイヤーのトリビュートアルバム『Slatanic Slaughter』に参加(「Mandatory Suicide」をカバー)。1996年、セパルトゥラのトリビュートアルバム『Sepultural Feast』に参加(「Arise」をカバー)。1997年2月、2ndアルバム『Eternal Death』リリース。
1998年、アメリカの名門レーベル・メタル・ブレイド・レコーズと契約。1999年、3rdアルバム『Hell is Here』リリース。この時、バンド名をクラウン・オブ・ソーンズから現在のザ・クラウン（THE CROWN）に改める。同年4月、デス・メタルバンド、モービッド・エンジェルなどと共にノー・マーシー・ツアー第3弾に参加。同年8月、ドイツで毎年開催されるメタルフェスティバル、ヴァッケン・オープン・エアに参加。同年11月、イェーテボリのスタジオ・フレッドマンにて、フレドリック・ノルドストロームをプロデューサーに迎えて新作のレコーディングを開始。2000年6月21日、4thアルバム『Deathrace King』リリース(欧州では3月、米では5月にリリースされた、また今作が日本デビュー作品である)。前作『Hell is Here』の日本盤も合わせてビクター・エンタテインメントからリリースされた。その後、ボーカリストのヨハン・リンドストランドが脱退し、元アット・ザ・ゲイツのトーマス・リンドバーグが加入。
2002年4月9日、5thアルバム『Crowned In Terror』リリース。リリース後、トーマスはバンドを離れ、ヨハン・リンドストランドが復帰する。2003年10月23日、6thアルバム『Possessed 13』リリース。2004年8月24日、『Crowned In Terror』と同じ内容をボーカルをヨハンに入れ替えてリレコーディングした『Crowned Unholy』をリリース。同年、バンドは解散する。
その後、メンバーはそれぞれ別のバンドで音楽活動を継続する。ヨハン・リンドストランドは、デスラッシュバンドOne Man Army and the Undead Quartetを結成し活動している。マーカス・スーネソンは、メロディックデスメタルバンド、エンゲルを結成し活動している。また、マルコ・テルヴォーネンとヤンネ・サーレンパーは、ゴシックメタルバンド・エンジェル・ブレイクを結成し活動している。
2008年になって、ヨハン・リンドストランドを除くメンバーで、ドーベルマン（Dobermann）というバンド名で事実上ザ・クラウンが再結成される。ボーカリストには、アンドレアス・ベリが加入する。しかし1年程で、アンドレアス・ベリは脱退し、代わりにヨナス・ストールハマールが加入した。2009年12月にバンド名を、ドーベルマンからザ・クラウンに改め完全復活する。センチュリー・メディア・レコードと契約し、2010年9月に、復活作となる7thアルバム『Doomsday King』をリリース。日本では、アヴァロン・レーベルから10月のリリースとなった。2011年9月、オリジナル・ヴォーカリストのヨハン・リンドストランドがバンドに復帰したことが発表され、同時にヨナス・ストールハマールはバンドを離れることとなった。バンドは次のアルバムの曲作りを開始しており、2013年初頭にはスタジオ入りしている。このスタジオ入り前に、リードギタリストのマーカス・スーネソンが脱退し、インピオスでも活動するロビン・ソークヴィストが加入した。マーカス脱退の理由は、並行して活動していたエンゲルに専念するためであった。
2013年6月、The Spring Is Goneツアーで初来日、仙台・名古屋・大阪・福岡・静岡・東京の順に計6ヵ所にて公演を行った。2014年、ドラマーのヤンネ・サーレンパーの脱退が発表された。ヘンリク・アクセルソンがセッション参加するようになり、2015年5月末に正式加入した。2015年1月12日、8thアルバム『Death Is Not Dead』をリリース。なお、本作ではドラムスはマルコが兼任し、ヘンリクは1曲のみ担当した。4月には、EXTREME DEATH FEAST 2015(大阪・東京)にて1年10ヵ月ぶり2度目の来日公演を行った。2017年11月にメタル・ブレイド・レコーズと契約を結んだことを発表した。メタル・ブレイド・レコーズに所属するのは2004年以来13年ぶりのことになる。2018年3月、9thアルバム『Cobra Speed Venom』をリリース。2021年3月、10thアルバム『Royal Destroyer』をリリース。
2022年1月下旬、前身のクラウン・オヴ・ソーンズの結成時からベーシストを務めていたウルスフェルトの脱退が、発表された。同年8月になって、ウルスフェルトの後任としてマティアス・ラスムセン (B)が加入したことが発表された。更に同年12月末には、ドラマーのアクセルソンが脱退し、インピオスでソークヴィストと同僚だったミカエル・ノレーン (Ds)が加入した事が発表された。
2024年8月、元リードギタリストのマーカス・スーネソンが復帰することが発表された。

## メンバー

### 現メンバー
- ヨハン・リンドストランド (Johan Lindstrand) - ボーカル (1990 - 2001, 2002 - 2004, 2011 - )

ほかのメンバーと共同で作詞を行うことが多い
インピオスのセッションドラマーとして在籍したことがある。ワン・マン・アーミー・アンド・ジ・アンデッド・カルテットで活動していたが、2011年9月に再びザ・クラウンに復帰している。
- マルコ・テルヴォーネン (Marko Tervonen) - リズムギター (1990 - 2004, 2009 - )

ザ・クラウンの約半数の楽曲の作曲、作詞も少々、稀にツインリードの片割れ、公式サイトの管理人である。
インピオスのセッションドラマーとして在籍したことがあり、8thアルバム『Death is Not Dead』ではドラムスを兼任した。エンジェル・ブレイクでも活動中。
- マーカス・スーネソン (Marcus Sunesson) - リードギター (1994 - 2004, 2009 - 2013, 2024 - )

一時期、ザ・ホーンテッドのサポートギタリストとして、ツアーに参加した。
エンゲルで活動。
- マティアス・"アルヴィド"・ラスムセン (Mattias "Arvid" Rasmussen) - ベース (2022 - )
- ミカエル・ノレーン (Mikael Norén) - ドラムス (2022 - )

インピオスでも活動。

### 旧メンバー
- トーマス・リンドバーグ (Tomas Lindberg) - ボーカル (2001 - 2002)

5thアルバム『クラウンド・イン・テラー』でボーカルを担当
アット・ザ・ゲイツ、元ナイトレイジ、ロック・アップ等で活動している。
- アンドレアス・ベリ (Andreas Bergh) - ボーカル (2008 - 2009)

Dobermann時代のみの在籍。アルバムには参加していない。
- ヨナス・ストールハマール (Jonas Stålhammar) - ボーカル (2009 - 2011)

アット・ザ・ゲイツで活動。
- ローベルト・エステルベリ (Robert Österberg) - ギター (1990 - 1994)

Crown Of Thorns時代のみの在籍。アルバムには参加していない。
- ロビン・ソークヴィスト (Robin Sörqvist) - リードギター (2013 - 2024)

インピオスでも活動。
- マグナス・ウルスフェルト (Magnus Olsfelt) - ベース (1990 - 2004, 2009 - 2022)

The Crownの約半分の曲を書く、7割近くの作詞、殆どの曲の名付け親。
- ヤンネ・サーレンパー (Janne Saarenpää) - ドラムス (1990 - 2004, 2009 - 2014)

エンジェル・ブレイクでも活動。
- ヘンリク・アクセルソン (Henrik Axelsson) - ドラムス (2015 - 2022)

2014年よりセッション参加し、2015年5月末に正式加入した。

## ディスコグラフィー

### アルバム
- 1995年 The Burning（1st Album）
- 1997年 Eternal Death（2nd Album）
- 1999年 Hell is Here（3rd Album）
- 2000年 Deathrace King（4th Album）
- 2002年 Crowned in Terror（5th Album）
- 2003年 Possessed 13（6th Album）
- 2004年 Crowned Unholy （『クラウンド・イン・テラー』のボーカルを差し替えミックスし直したアルバム）
- 2010年 Doomsday King (7th Album)
- 2015年 Death Is Not Dead (8th Album)
- 2018年 Cobra Speed Venom (9th Album)
- 2021年 Royal Destroyer (10th Album)

### ベスト・コンピレーション
- 1995年 V.A. / Slatanic Slaughter （スレイヤートリビュートアルバム）
- 1996年 V.A. / Sepultural Feast （セパルトゥラトリビュートアルバム）

### デモテープ
- 1993年 Forever Heaven Gone
- 1994年 Forget The Light

### 映像作品
- 2006年 14 Years Of No Tomorrow